# 駒止トンネル
駒止トンネル（こまどトンネル）は、福島県南会津郡南会津町にある道路トンネルである。

## 概要
- 全長：2010.0m
- 幅員：6.0（8.0）m
- 有効高：4,5m
- 工法：上部半断面先進工法・NATM工法
- 施工：南会津建設共同企業体

南会津町東から同町針生に至り、国道289号駒止バイパスを通す。県内の道路トンネルでは8番目に、一般道としては5番目に長い。旧来の針生街道を通す駒止峠の国道改良事業としてバイパスが整備されるに伴い建設された。1970年（昭和45年）5月に調査開始、1975年（昭和50年）9月8日に起工式が行われた。
工事途中の1977年（昭和52年）9月に工法が変更されている。この辺りは、グリーンタフと呼ばれる軟らかい地質であったために岩石の強度が弱かった。そこで道路トンネルとしては日本で初めてとなる新オーストリアトンネル工法が採用された。このことは、坑口の銘板にも工法と施工距離が彫られている。1982年（昭和57年）1月29日に貫通し、11月12日に開通した。総工費は45億1500万円。

## 周辺 名所・旧跡・観光スポット
近くには駒止湿原が広がり、会津高原だいくらスキー場が既存する。
- 細井家資料館